# Sérgio Antônio Soler de Oliveira Júnior
Sérgio Antônio Soler de Oliveira Júnior (Monte Aprazível, São Paulo, 15 de marzo de 1995), conocido deportivamente como Serginho o Sai Erjini’ao, es un futbolista chino. Juega de centrocampista o delantero y su equipo es el Beijing Guoan de la Superliga de China.

## Carrera
Nacido en Monte Aprazível, São Paulo, Serginho empezó su carrera en el equipo de su ciudad natal, el E.F.J.R. - Escolinha de Futebol Jardim Renascer, con el entrenador Valdecir da Cruz Pereira, y disputó varios campeonatos. En 2008, fue transferido para el São Paulo, pero fue liberado en 2011 debido a graves lesiones en la espalda. En el mismo año, firmó con el Santos, integrando el equipo sub-17. Serginho fue campeón de la Copa São Paulo de Futebol Júnior en 2014.
Serginho hizo su debut profesional el 9 de marzo de 2014, en una goleada por 4 a 1 sobre el Oeste, válido por el Campeonato Paulista. Su estreno en la Série A ocurrió el 11 de septiembre, en una derrota por 3 a 1 ante el Sport.
El 15 de enero de 2016, Serginho renovó su contrato con el Peixe hasta diciembre de 2018. Siete días después, marcó su primer gol como profesional en un amistoso contra el Bahia, tras realizar un lindo drible ante un defensor y acertar un tiro desde afuera del área al ángulo del arquero Marcelo Lomba.
El 8 de julio de 2016, sin espacio en Santos, Serginho fue cedido a préstamo hasta fin de año al Vitória.
En enero de 2017, el jugador retornó al Santos.
A inicios de 2018 fue prestado al América Mineiro.
Con la camiseta 10 se destacó en el Coelho, marcando siete goles y dando tres asistencias en 24 partidos. El club paulista lo negoció con el Kashima Antlers por cerca de R$ 7,51 millones.
América tenía la opción de igualar la oferta. Sin embargo, la directiva optó por no hacerlo en virtud de la alta demanda salarial del futbolista. El club albiverde recibió R$ 300 mil de compensación como “tasa de vitrina”.

## Selección nacional
En marzo de 2025 fue convocado por primera vez con la selección de China tras haber obtenido la nacionalidad. Hizo su debut ese mismo mes en un encuentro de clasificación para el Mundial 2026 ante Australia.

## Trayectoria

### Clubes
| Club                         | País   | Año           |
| ---------------------------- | ------ | ------------- |
| Santos F. C.                 | Brasil | 2014-2018     |
| E. C. Vitória (préstamo)     | Brasil | 2016          |
| E. C. Santo André (préstamo) | Brasil | 2017          |
| América Mineiro (préstamo)   | Brasil | 2018          |
| Kashima Antlers              | Japón  | 2018-2020     |
| Changchun Yatai              | China  | 2020-2025     |
| Beijing Guoan                | China  | 2025-presente |

## Palmarés

### Títulos estatales
| Título              | Club         | Estado    | Año  |
| ------------------- | ------------ | --------- | ---- |
| Campeonato Paulista | Santos F. C. | São Paulo | 2015 |
| Campeonato Paulista | Santos F. C. | São Paulo | 2016 |

### Títulos internacionales
| Título                      | Club            | Sede    | Año  |
| --------------------------- | --------------- | ------- | ---- |
| Liga de Campeones de la AFC | Kashima Antlers | Teherán | 2018 |